# Selina Grotianová
Selina Grotianová (* 25. března 2004 Garmisch-Partenkirchen) je německá biatlonistka.
Biatlonu se věnuje od roku 2013. Ve světovém poháru debutovala v březnu 2023 v Oslu, kde ve sprintu dojela na 44. místě.
Ve své dosavadní kariéře zvítězila ve světovém poháru v jednom individuálním závodě, když ovládla závod s hromadným startem v prosinci 2024 v Annecy. Dvakrát triumfovala jako členka v kolektivním závodě.

## Výsledky

### Olympijské hry a mistrovství světa
| Sezóna  | D  | Místo                | SP  | SZ  | HZ  | IZ  | ŠT | SŠT | SZD | Věk    |
| ------- | -- | -------------------- | --- | --- | --- | --- | -- | --- | --- | ------ |
| 2023/24 | MS | Nové Město na Moravě | –   | –   | 30. | 4.  | 3. | –   | –   | 19 let |
| 2024/25 | MS | Lenzerheide          | 24. | 10. | 27. | 46. | 5. | 3.  | –   | 20 let |

Poznámka: Výsledky z olympijských her a mistrovství světa se do hodnocení světového poháru nezapočítávají.

### Mistrovství Evropy
| Sezóna  | A  | Místo       | SP | SZ | IZ | SŠT | SZD | Věk    |
| ------- | -- | ----------- | -- | -- | -- | --- | --- | ------ |
| 2022/23 | ME | Lenzerheide | 5. | 1. | 3. | 2.  | –   | 18 let |

## Vítězství v závodech světového poháru, na mistrovství světa a olympijských hrách

### Individuální
| Č. | sezóna    | datum             | místo           | disciplína                |
| -- | --------- | ----------------- | --------------- | ------------------------- |
| 1. | 2024/2025 | 22. prosince 2024 | Annecy, Francie | závod s hromadným startem |

### Kolektivní
| Č. | sezóna    | datum             | místo                | disciplína |
| -- | --------- | ----------------- | -------------------- | ---------- |
| 1. | 2024/2025 | 15. prosince 2024 | Hochfilzen, Rakousko | štafeta    |
| 2. | 2024/2025 | 18. ledna 2025    | Ruhpolding, Německo  | štafeta    |